# Callitris rhomboidea
Espèce
Classification phylogénétique
Statut de conservation UICN

 LC  : Préoccupation mineure
Callitris rhomboidea est une espèce de conifères de la famille des Cupressaceae originaire d'Australie.